# マリナ・ハルトゥリナ
マリナ・ハルトゥリナ（Marina Khalturina, 1974年1月17日 - ）は、旧ソビエト連邦生まれのカザフスタンの女性フィギュアスケート選手でのちにプロフィギュアスケーター。1998年長野オリンピックペアカザフスタン代表。1996年、1999年冬季アジア大会2位。ペア時代のパートナーはアンドレイ・クルコフ、ワレリー・アルチュチョフ。

## 経歴
スヴェルドロフスク州のエカテリンブルクに生まれ、7歳のころにスケートを始めた。10歳のときにペアに転向し、やがてアンドレイ・クルコフとペアを結成し、ソビエト連邦崩壊後はカザフスタン所属となった。
1993-1994年シーズンより本格的に国際大会へ出場。1994年世界選手権では18位となった。翌1994-1995年シーズン、ユニバーシアードで優勝を果たし、1996年アジア大会は2位。
1997-1998年シーズンのスケートカナダではISUグランプリシリーズ初表彰台の2位。1998年長野オリンピックでは14位に終わった。1998-1999年シーズンのアジア大会で2大会連続の2位となったが、このシーズンをもってアンドレイ・クルコフとのペアを解散。新たにワレリー・アルチュチョフとペアを結成し、2000年世界選手権および四大陸選手権に出場したもののシーズン終了後にペアを解消。2000-2001年シーズンは女子シングル選手として活動し、のちにアマチュアを引退。引退後はプロスケーターとしてプリンスアイスワールドなどで活動した。

## 主な戦績

### 女子シングル
| 大会/年          | 2000-01 | 2001-02 |
| ---------------- | ------- | ------- |
| 世界選手権       | 39      |         |
| 四大陸選手権     | 22      |         |
| ゴールデンスピン |         | 棄権    |

### ペア
- 1998-99までアンドレイ・クルコフとのペア。
- 1999-00のみワレリー・アルチュチョフとのペア。

| 大会/年            | 1993-94 | 1994-95 | 1995-96 | 1996-97 | 1997-98 | 1998-99 | 1999-00 |
| ------------------ | ------- | ------- | ------- | ------- | ------- | ------- | ------- |
| オリンピック       |         |         |         |         | 14      |         |         |
| 世界選手権         | 18      | 13      | 17      | 12      | 11      |         | 12      |
| 四大陸選手権       |         |         |         |         |         |         | 7       |
| アジア大会         |         |         | 2       |         |         | 2       |         |
| ユニバーシアード   |         | 1       |         | 4       |         |         |         |
| GPスケートアメリカ |         |         |         | 4       | 5       | 7       |         |
| GPスケートカナダ   | 8       |         |         |         | 2       |         |         |
| GPラリック杯       |         |         | 4       |         |         |         | 9       |
| GPNHK杯            |         | 6       | 5       | 5       |         | 6       |         |
| スケートイスラエル |         |         | 4       | 2       |         |         |         |
| ネーベルホルン杯   | 4       |         | 3       |         | 5       |         |         |